# Kazimierz (Pabianice)
Pour les articles homonymes, voir Kazimierz (homonymie).
Kazimierz (prononciation [kaˈʑimjɛʂ]) est un village de la gmina de Lutomiersk, du powiat de Pabianice, dans la voïvodie de Łódź, situé dans le centre de la Pologne.
Il se situe à environ 3 kilomètres au nord de Lutomiersk (siège de la gmina), 19 kilomètres au nord-ouest de Pabianice (siège du powiat) et 19 kilomètres à l'ouest de Łódź (capitale de la voïvodie).
Sa population s'élève à 1 218 habitants en 2012.

## Histoire
La première mention de Kazimierz date de 1261. 

Kazimierz a reçu les droits de la ville avant 1288, mais les perd en 1870.

## Administration
De 1975 à 1998, le village était attaché administrativement à l'ancienne voïvodie de Sieradz.

Depuis 1999, il fait partie de la nouvelle voïvodie de Łódź.